# Kalous ušatý
Kalous ušatý (Asio otus) je středně velký druh sovy z čeledi puštíkovitých hnědého a černého zbarvení s charakteristickým prodlouženým opeřením připomínajícím ušní boltce, díky kterému získal svůj název v mnoha světových jazycích.
V České republice se jedná o jednu z nejhojnějších a nejrozšířenějších sov vůbec. Jejím přirozeným biotopem jsou převážně řídce porostlé otevřené kulturní krajiny, přes den se často zdržuje v lesích. Obývá všechny kontinenty severní polokoule a izolovaně se vyskytuje také v Africe, na svém areálu rozšíření přitom tvoří celkem 4 poddruhy.
Je aktivní za soumraku a v noci, v zimě přes den se přitom často zdržuje v menších skupinách. V jeho potravě se nejčastěji objevují hlodavci, díky čemuž je považován za užitečného, ale požírá také jiné savce, menší druhy ptáků a hmyz. K hnízdění nejčastěji využívá opuštěná hnízda krkavcovitých ptáků, kam klade 3–7 světlých vajec.

## Taxonomie
Kalous ušatý je typickým zástupcem řádu sov (Strigiformes), čeledi puštíkovitých (Strigidae) a rodu Asio, kam řadíme celkem 7 druhů „ušatých“ sov. Jeho binomické jméno, Asio otus, které druhu přiřkl švédský přírodovědec Carl Linné roku 1758 ve svém díle Systema Naturae, je přitom odvozeno z řeckého asio, názvu použitého při popisu kalouse ušatého Pliniem starším, a otus, latinského výrazu pro sovu s výraznýma ušima.
Dle fosilních záznamů se zde přitom vyskytoval již v období poslední doby ledové, tedy před 10 000–120 000 lety. Byl přečten mitochondriální genom kalouse ušatého a pustovky; na základě těchto a dalších dat se zatím jeví jako nepříbuznější kalousovi ušatému druh kalous páskovaný (Asio clamator), ale podpora je slabá a dat není mnoho.
Tvoří celkem 4 poddruhy (některé zdroje však uvádí poddruhů až šest, z toho poslední – Asio (otus) madagascariensis – bývá některými zoology považován za samostatný druh), z toho 2 jsou zastoupeny na východní a 2 na západní polokouli (v ČR se vyskytuje první zmiňovaný):
- A. o. otus (Linnaeus, 1758) – Eurasie v rozmezí od Britských ostrovů a Pyrenejského poloostrova po Ochotské moře, ostrovy ve Středomoří, Střední východ, jižní Pákistán a Japonsko; obývá také Azory a severozápadní Afriku (v rozmezí od Maroka po severozápadní Tunisko).
- A. o. canariensis Madarász, 1901 – Kanárské ostrovy.
- A. o. tuftsi Godfrey, 1948 – vyskytuje se v rozmezí od západní Kanady po Mexiko.
- A. o. wilsonianus (Lesson, 1830) – vyskytuje se v rozmezí od Kanady po Oklahomu a Virginii v USA.

## Popis

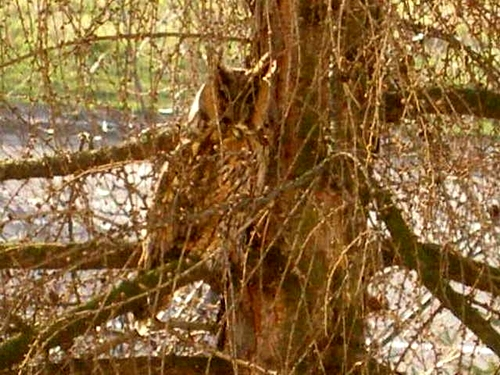
Díky štíhlému tělu a maskovacímu zbarvení dokáže kalous ušatý ve svém přirozeném biotopu skvěle splynout s okolním prostředím

Kalous ušatý náleží mezi středně velké druhy sov. Co do velikosti je srovnatelný s holubem domácím (Columba livia f. domestica) nebo s blízce příbuzným puštíkem obecným (Strix aluco), v porovnání s ním je však zřetelně štíhlejší. Délka jeho těla činí 35–40, průměrně tedy 38 cm a v rozpětí křídel měří 90–100 cm. Hmotnost se u samců pohybuje mezi 220–305 g, u samic pak mezi 260–435 g.
Podobně jako všechny druhy sov má i kalous ušatý skvěle vyvinutý sluch a zrak, svou kořist dokáže dokonce lokalizovat i v naprosté tmě. Významně mu přitom napomáhá asymetrické umístění ušních dutin, kdy levá je výrazně výše položená než ta pravá. Zajímavé je také to, že má zrak uzpůsobený k vidění na větší vzdálenosti, přičemž na blízko vidí špatně. Dalšími znaky typické pro většinu sov jsou ostré drápy na silných končetinách a ostrý zahnutý zobák.
Je porostlý hustým, velmi měkkým peřím světle až tmavě hnědého zbarvení. Vrchní část těla je tmavší s různorodou kresbou, spodina těla je zase posetá množstvím černých podélných skvrn. Jeho charakteristickým znakem jsou dlouhá pera kolem uší, která však, ačkoli tak vypadají, nemají žádný podíl na lepší kvalitě sluchu. Nápadný je také jeho oválný tvar obličeje s dobře patrným bílým peřím v závoji kolem žlutočervených očí ve tvaru písmena X.
Obě pohlaví jsou si velmi podobná, samice jsou však na přední straně těla nepatrně tmavší, mláďata v prachovém šatě jsou celá světlá s tmavým opeřením kolem očí a mladí ptáci mají v porovnání s dospělci zase volnější peří.
Létá velmi tiše. V letu se dá rozeznat od jiných sov podle silné hlavy, dlouhých úzkých křídel a pomalého mávání křídel, jeho dlouhá pera na hlavě však patrná nejsou, v letu je totiž drží přitisklé u hlavy.

### Hlas
Ozývá se zřídkakdy, ale jeho hlas je většinou slyšitelný i na větší vzdálenost. Samci vydávají krátké, tlumené, pravidelně se několikrát za sebou opakující „hú“, samice se ozývají ještě méně než samci a jejich hlasový projev se podobá pískání na hřeben. Mláďata na hnízdě se pak potravy dožadují naříkavým, kolísavým, pískavým „puí“.

## Rozšíření

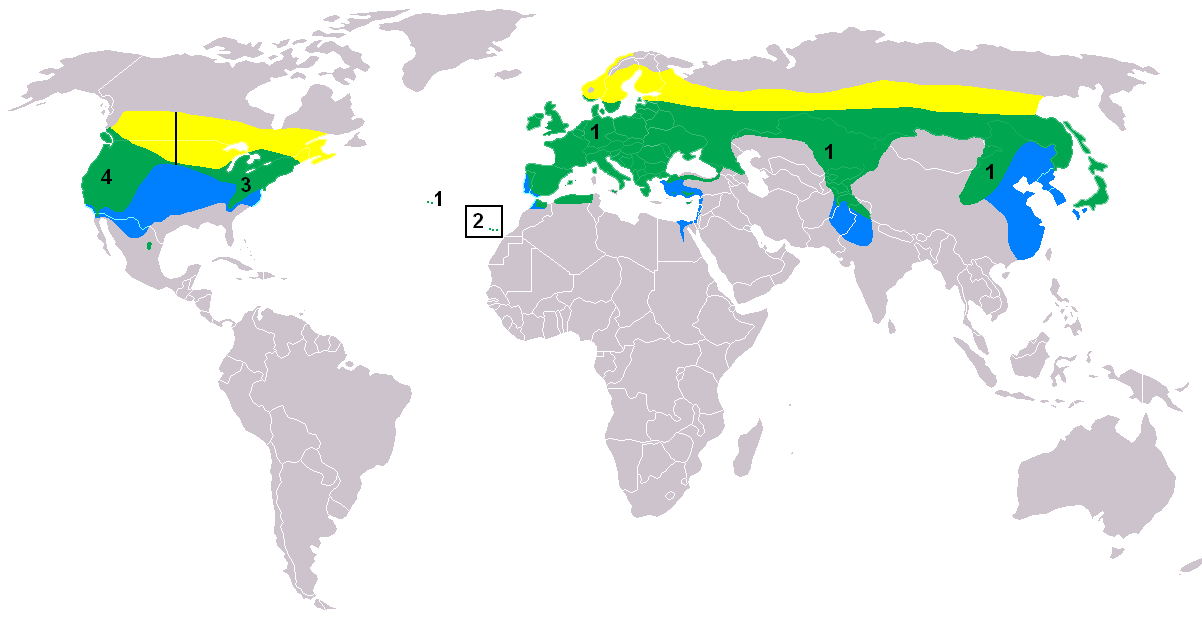
Mapka s rozšířením kalouse ušatého (zeleně)

Kalous ušatý je velmi rozšířenou sovou vyskytující se na všech kontinentech severní polokoule a izolovaně i na území severní Afriky. Obývá téměř celou Evropu, zcela zde chybí zejména v nejsevernějších oblastech, do Asie zasahuje v podobě širokého pruhu sahajícího od její západní části až po Japonsko, v Severní Americe je pak zastoupen na většině území Spojených států, na severu Mexika a také zejména na jihu Kanady. Vzhledem k značné rozloze není doposud známá velikost jeho areálu rozšíření, přesně vyčíslena není ani jeho globální početnost, je však předběžně odhadována zhruba na 1 500 000–5 000 000 jedinců. Počet hnízdících párů v Evropě, která představuje 25–49 % jeho globálního rozsahu, je pak odhadován na 380 000–810 000, tedy 1 140 000–2 430 000 jedinců.
U jeho globální populace byl v poslední době zaznamenán patrný pokles, není však považován za nijak drastický, a proto je v Červeném seznamu IUCN stále řazen do kategorie málo dotčených druhů. Nejčastějšími příčinami úmrtí tohoto druhu přitom bývají predátoři, ztráta přirozeného biotopu a nedostatek potravy, velmi často i kolize s vozidly.

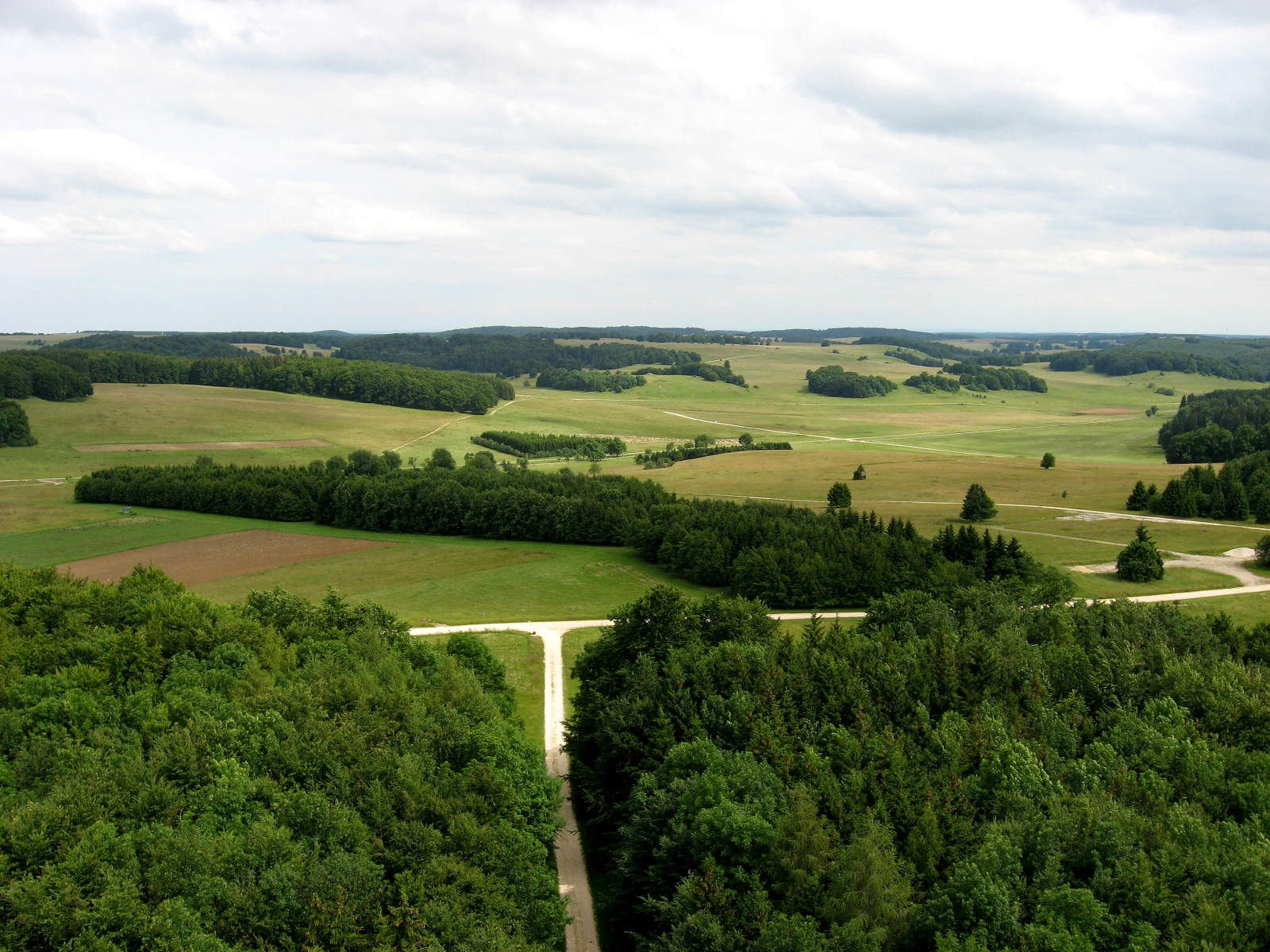
Lesy v blízkosti otevřených krajin představují pro kalouse ušatého ideální biotop

Kalousi ušatí jsou převážně stálí ptáci, severské populace však migrují, a to zejména na území Mexika, Indie, severní Afriky a jižní Evropy.

### Biotop
Kalous ušatý přednostně obývá okraje lesů v blízkosti otevřených krajin s nízkou vegetací, jako jsou pole nebo louky, vyskytuje se také v močálech, větších parcích, houštinách a skupinách jehličnatých stromů. V zimě se často stahuje blíže k lidským obydlím a může být proto zaznamenán i ve městech.

### Výskyt v Česku

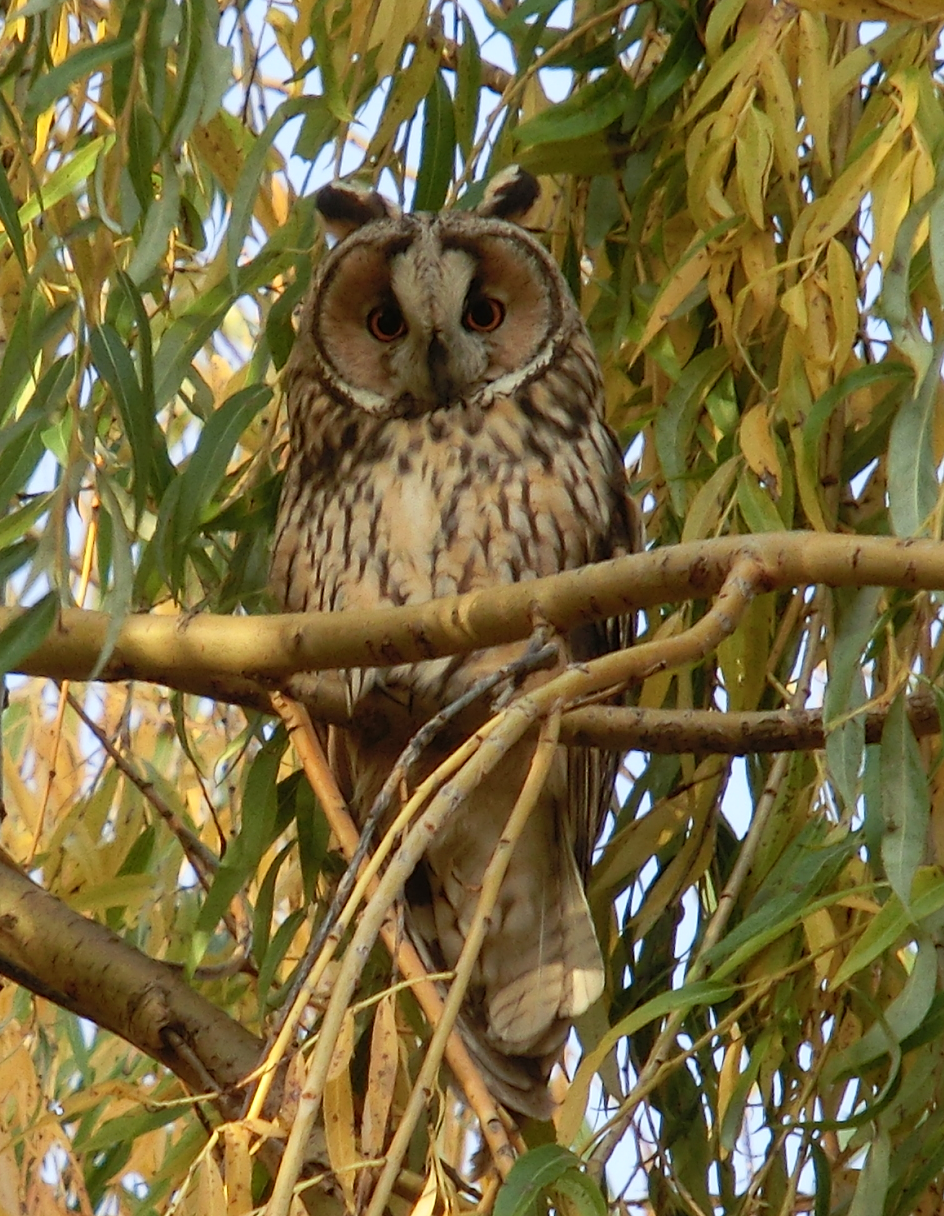
Kalousové ušatí v okolí Milovic

V České republice je kalous ušatý po celý rok široce rozšířen. Je také vůbec druhou nejhojnější českou sovou, hned po puštíku obecném; v ČR hnízdí v počtu 4 000–7 000 párů, a to až po nadmořskou výšku 1 000 m. Přes zimu na české území navíc zalétávají i ptáci ze severní a východní Evropy. Jeho populace je však v současné době zde podobně jako na území mnoha světových států na poklesu. Kalouse ušatého chovají také některé zoologické zahrady v České republice, jako například Zoo Tábor, Zoo Děčín či Zoo Hluboká.

## Ekologie
Kalous ušatý je velmi skrytě žijící pták s noční aktivitou (výjimku tvoří období, kdy migruje, a období, kdy obstarává potravu pro mláďata). Den tráví většinou vysoko na stromech v těsné blízkosti kmene, kde je díky svému hnědému zbarvení a štíhlému tělu velmi těžce zpozorovatelný. Při přímém ohrožení se načepýří, čímž opticky zvětšuje svou velikost, syčí a klape zobákem. Toto obranné chování lze přitom pozorovat již i u mláďat v hnízdě. V zimě se často sdružuje do malých skupin, které přes den odpočívají v těsné blízkosti u sebe.

### Predátoři
Kalous ušatý se občas stává kořistí velkých dravců, jako jsou např. orli, jestřábi, sokoli (Falco peregrinus) a občas dokonce i jiných druhů sov, zejména pak výra virginského (Bubo virginianus). Pro vejce a mláďata v hnízdě pak představují největší hrozbu krkavcovití (Corvidae) a mývalové (Procyon lotor).

### Potrava

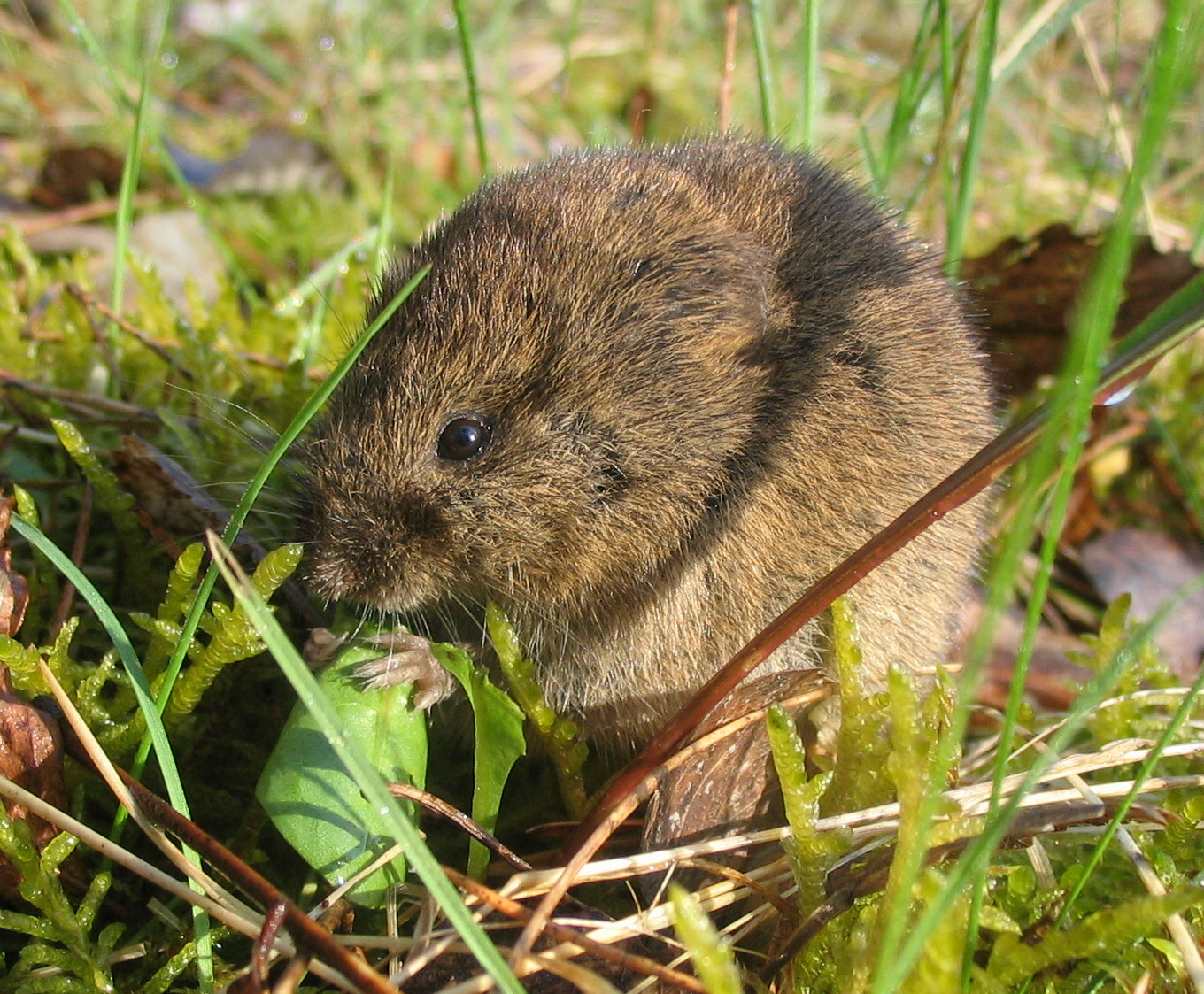
Hraboš polní (Microtus arvalis) je jednou z nejčastějších kořistí kalouse ušatého

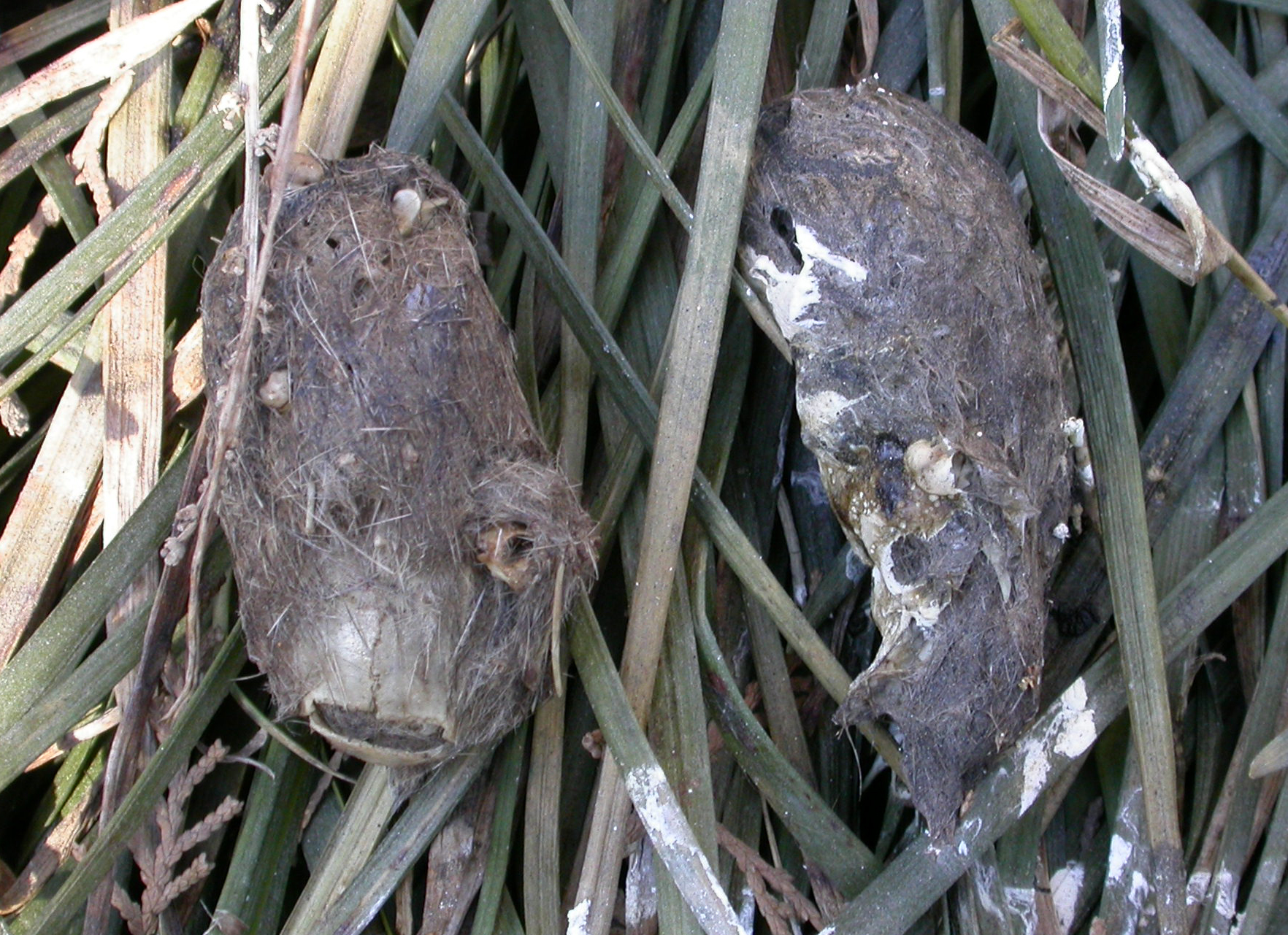
Dvojice vývržků kalouse ušatého

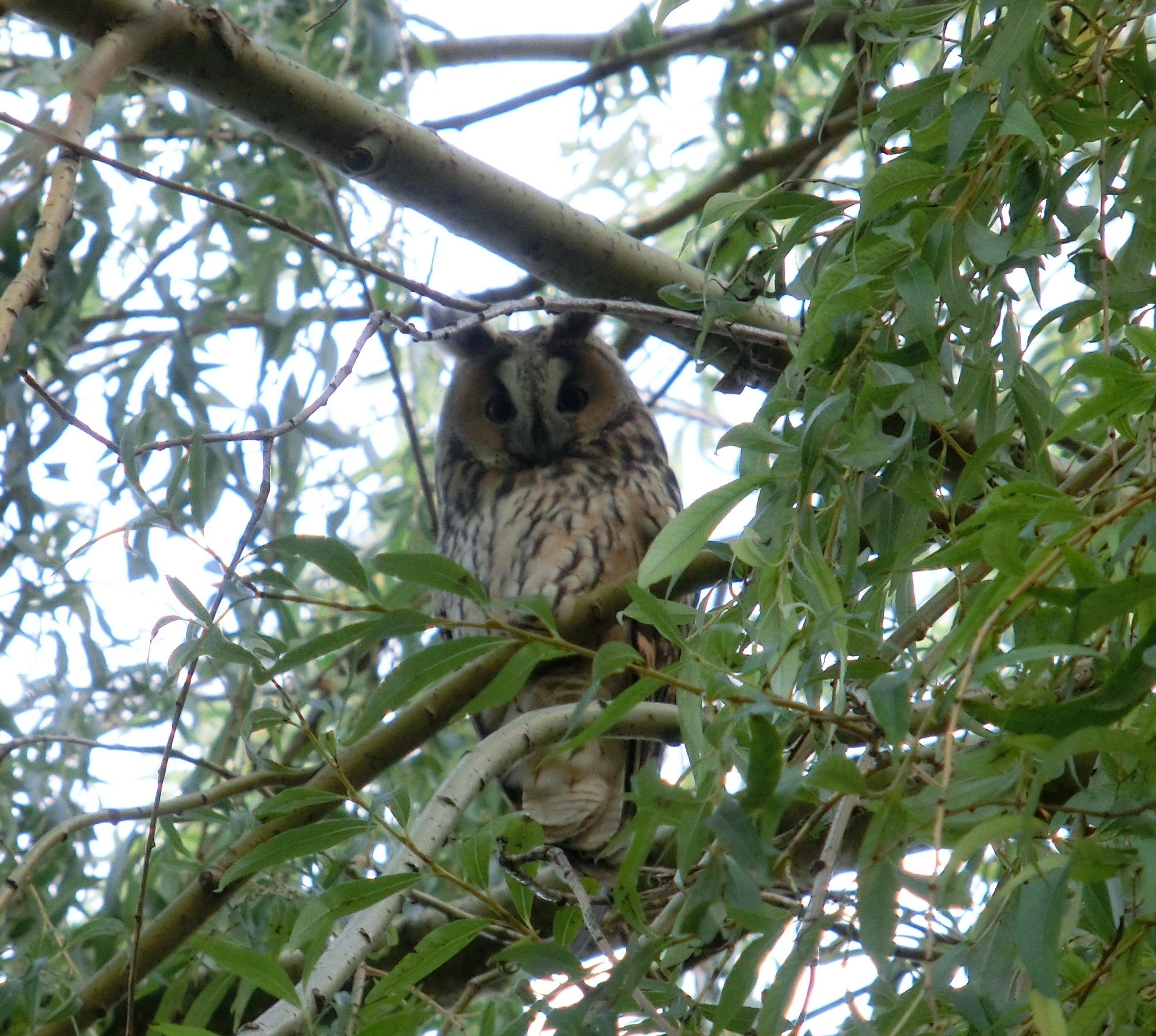
Kalous Ušatý v okolí Milovic

Více než 90 % veškeré potravy kalouse ušatého tvoří drobní hlodavci, nejčastěji hraboši, myšice, norníci, mladí potkani (Rattus norvegicus) a krysy. Dále jsou v jeho potravě zastoupeni i jiní malí savci, jako jsou např. veverky, mladí králíci, rejsci, čipmanci či krtci, ale své menšinové zastoupení zde mají i netopýři, ptáci až do velikosti kosa (Turdus merula) nebo špačka (Sturnus sp.) (ačkoli zde převládají malí pěvci, jako jsou vrabci (Passer sp.) nebo pěnkavovití (Fringillidae)), hmyz (např. brouci) a obojživelníci (nejčastěji žáby). Na svou kořist přitom číhá z vyvýšeného místa a poté, co ji zaznamená, na ni velmi rychle útočí. Následně ji usmrcuje pomocí svých ostrých drápů a silného zobáku, a pokud je to možné, tak ji polyká celou najednou; pokud ne, odnáší ji ve svých drápech na vyvýšeného místo, kde ji postupně požírá.
Nestravitelných zbytků, jako jsou např. kosti nebo srst, se následně zbavuje zhruba dvakrát za 24 hodin v podobě 5,1 x 1,9 cm velkých, podélných, šedých chuchvalců známých jako vývržky. Tyto vývržky (tzv. plky) jsou nejen dobrým zdrojem informací o jeho hojnosti v různých lokalitách, ale také jde na základě nalezených zbytků v nich zjistit, jaká kořist je v jeho potravě v dané oblasti zastoupena nejpočetněji.

### Rozmnožování

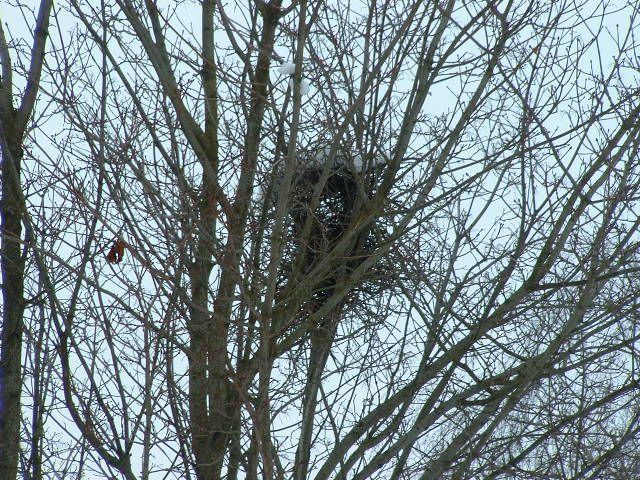
Opuštěná hnízda krkavcovitých ptáků (zde hnízdo straky obecné) pro kalouse představují preferovaná místa k zahnízdění

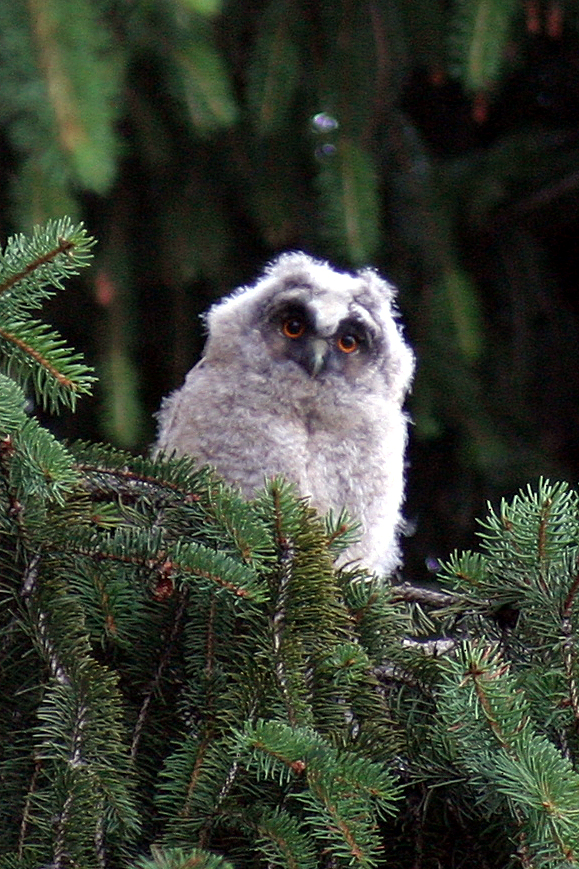
Mládě

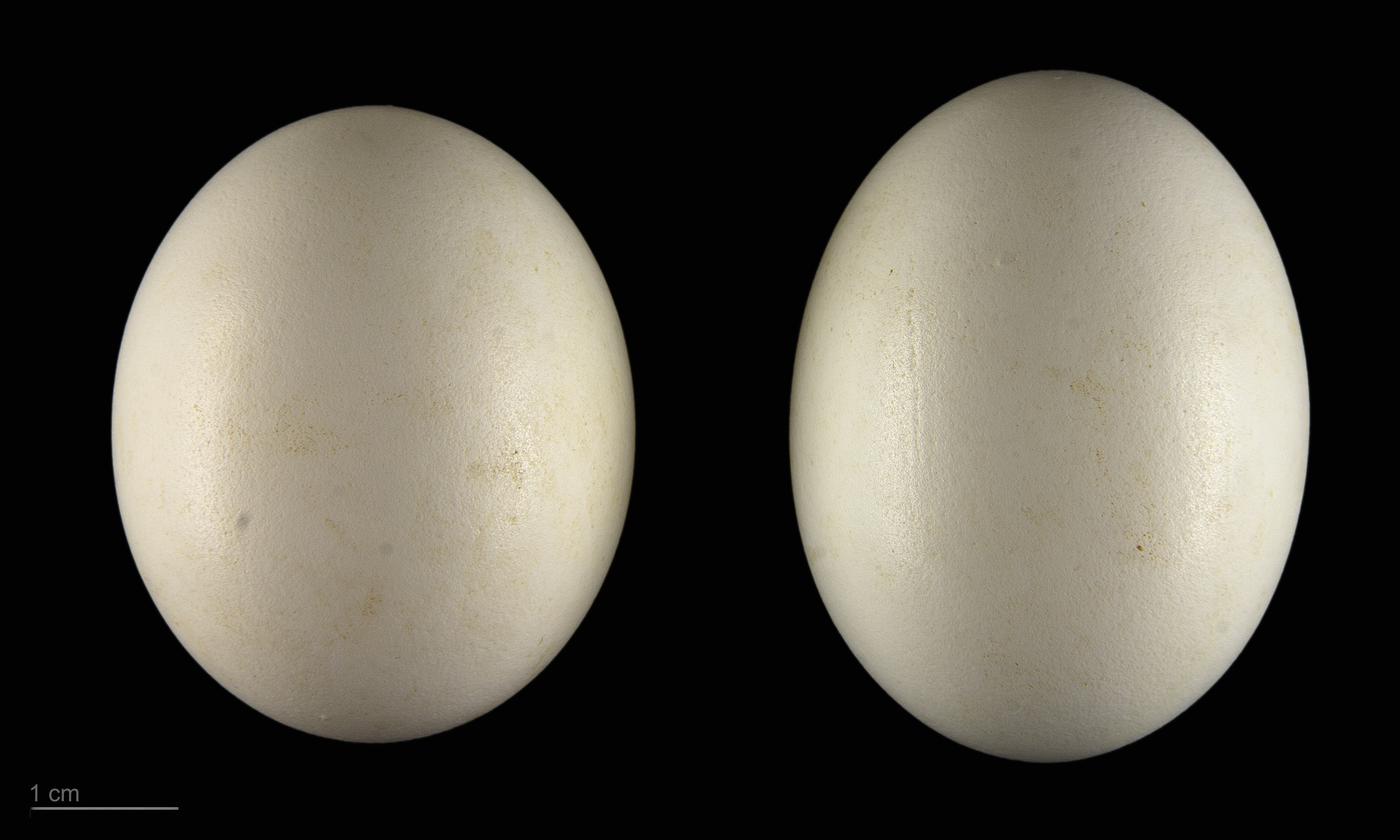
Asio otus otus

Pohlavně dospívá ve věku jednoho roku. Již v listopadu přitom začínají samci vyhledávat vhodné místo k zahnízdění. Při námluvách, které občas začínají již během ledna, samec v těsné blízkosti hnízda ve vzduchu tleská křídly pod tělem a klape zobákem a snaží se tak upoutat pozornost samice. Během hnízdního období kalousi ušatí obhajují jen malé teritorium v těsné blízkosti hnízda, občas hnízdí i několik párů nedaleko od sebe. Jsou monogamní, byla u nich však pozorována již i polygamie.
Hnízdí obvykle jednou, v případě velké hojnosti potravy i dvakrát ročně, a to v rozmezí od března do června. Vlastní hnízda téměř vždy nestaví, na místo toho využívá již opuštěná hnízda krkavcovitých ptáků (převážně vran, havranů a strak), ale i kání, veverek a volavek, zřídkakdy zahnízdí také v trhlině ve skále, v dutině stromu nebo na zemi.
Samice klade obden 3–7 bílých, zakulacených, 40 x 32 mm velkých a 23 g těžkých (z toho 7 % tvoří skořápka) vajec, na kterých sedí sama po dobu 27–28 dnů. Jelikož však začíná sedět již na prvním vejci, mezi mláďaty je následně dobře patrný věkový rozdíl. Během období, kdy samice provádí inkubaci, ji samec do hnízda nosí potravu a následně z velké části obstarává potravu i pro již vylíhlá mláďata, zatímco samice se obvykle nevzdaluje daleko od hnízda. V případě, že je v blízkosti hnízda predátor, výhrůžně syčí a načepýří peří nebo předvádí známou obrannou techniku, kdy předstírá neschopnost letu a predátora odláká do bezpečné vzdálenosti od vajec nebo mláďat. Ve věku 3–4 týdnů pomalu začínají mladí kalousi opouštět hnízdo a zdržují se na větvích v jeho blízkosti, po kterých dokáží šplhat také pomocí svého silného zobáku. Ve věku zhruba 5 týdnů jsou již vzletná a o 1–2 týdny později se plně osamostatňují.
Kalous ušatý se ve volné přírodě dožívá průměrně 4 let, v zajetí se však může dožít i více než 20 let. Zatím nejstarší ve volné přírodě zaznamenaný jedinec pochází z Finska s věkem celých 17 let a 11 měsíců.